# Supercoppa di Grecia 1986 (pallacanestro)
La Supercoppa di Grecia 1986 è stata la 1ª ed unica Supercoppa di Grecia di pallacanestro maschile organizzata dalla Federazione cestistica della Grecia.
Si è disputata il 27 agosto e il 3 settembre 1986 tra i seguenti due club:
- Aris Salonicco, campione di Grecia 1985-86
- Panathīnaïkos, vincitore della Coppa di Grecia 1985-86

Nelle stagioni successive l'Arīs Salonicco vinse quattro volte di fila entrambe le competizioni (campionato e Coppa), così non ci furono motivi per disputare di nuovo la Supercoppa. La Federazione decise, in questo modo, di non organizzare più questa competizione fino al 2020, quando l'HEBA creò un nuovo formato.

## Tabellone
|  | Finale         |                |     |     |     |  |
|  |                |                |     |     |     |  |
|  | Aris Salonicco | Aris Salonicco | 117 | 104 | 221 |  |
|  | Panathīnaïkos  | Panathīnaïkos  | 85  | 88  | 173 |  |

### Andata
| Salonicco 27 agosto 1986 | Aris Salonicco | 117 – 85 (21-20, 44-43, 59-59)                                                                        | Panathīnaïkos | Alexandreio Melathron |
| \| \| \| \| \| Galīs 44 \| Punti \| 21 Andritsos \| \| Galīs• Rōmanidīs• Doxakīs• Lypīridīs• Subotić• Stamatīs• Giannakīs Bairaktarīs• Tsitakīs• Athanasiadīs• Kokolakīs• Filippou \| Formazioni \| Dīmakopoulos• Andritsos• Papapetrou• Missas• Iōannou• Fragiskatos Pedoulakīs• Skropolithas• Stergakos \| \| Giannīs Iōannidīs \| Allenatori \| Kōstas Mourouzīs \| |                | |               |                       |
| |                | |               |                       |
| Galīs 44 | Punti          | 21 Andritsos                                                                                          |               |                       |
| Galīs• Rōmanidīs• Doxakīs• Lypīridīs• Subotić• Stamatīs• Giannakīs Bairaktarīs• Tsitakīs• Athanasiadīs• Kokolakīs• Filippou | Formazioni     | Dīmakopoulos• Andritsos• Papapetrou• Missas• Iōannou• Fragiskatos Pedoulakīs• Skropolithas• Stergakos |               |                       |
| Giannīs Iōannidīs | Allenatori     | Kōstas Mourouzīs                                                                                      |               |                       |

### Ritorno
| Atene 4 settembre 1986 | Panathīnaïkos | 88 – 104 | Aris Salonicco | Stadio della pace e dell'amicizia |
| \| \| \| \| \| \| Punti \| 41 Galīs \| \| Dīmakopoulos• Andritsos• Papapetrou• Missas• Iōannou• Fragiskatos Pedoulakīs• Skropolithas• Stergakos \| Formazioni \| Galīs• Rōmanidīs• Doxakīs• Lypīridīs• Subotić• Stamatīs• Giannakīs Bairaktarīs• Tsitakīs• Athanasiadīs• Kokolakīs• Filippou \| \| Kōstas Mourouzīs \| Allenatori \| Giannīs Iōannidīs \| |               | |                |                                   |
| |               | |                |                                   |
| | Punti         | 41 Galīs |                |                                   |
| Dīmakopoulos• Andritsos• Papapetrou• Missas• Iōannou• Fragiskatos Pedoulakīs• Skropolithas• Stergakos | Formazioni    | Galīs• Rōmanidīs• Doxakīs• Lypīridīs• Subotić• Stamatīs• Giannakīs Bairaktarīs• Tsitakīs• Athanasiadīs• Kokolakīs• Filippou |                |                                   |
| Kōstas Mourouzīs | Allenatori    | Giannīs Iōannidīs |                |                                   |